# Mestre Mateus
O Mestre Mateus foi  um arquiteto e escultor, artífice do Pórtico da Glória da catedral de Santiago de Compostela. Diz-se que está auto-esculpido no próprio pórtico. Também é autor do antigo coro pétreo da mesma catedral. Este coro foi desfeito (chegando a ser encontradas algumas das suas peças como esteios em vinhas), mas agora está a ser objeto de obras de reconstrução.
Mateus foi o mestre das obras da Catedral de Santiago de Compostela desde 1168, nomeado por Fernando II de Leão para terminar a construção da catedral. Um documento  de 1168 relata que a 23 de Fevereiro desse ano o rei Fernando II de Leão doou ao Mestre Mateus dois marcos de prata semanais, o que perfaz um total de 100 maravedis por ano, para toda a vida.
Da sua passagem por Compostela, faz referência o Tombo I, fólio 67, onde se incluem as rendas que pagavam certas casas conhecidas como as casas que pertenceram ao Mestre Mateus. O autor Antonio López Ferreiro situa estas casas na zona da Azivecharia, perto do Mosteiro de São Martinho Pinário.
A importância da sua obra faz que se fale da "Escola do Mestre Mateus", criadora de um estilo que influiu em todo o território galego e em outros lugares; um bom exemplo é a Capela Real da Catedral de Leão.